# Elminia
Elminia Bonaparte, 1854  è un genere di uccelli passeriformi della famiglia Stenostiridae, diffuso nell'Africa subsahariana.

## Tassonomia
Tradizionalmente attribuito alla famiglia Monarchidae, il genere Elminia è attualmente riconosciuto come facente parte della famiglia Stenostiridae.
Comprende le seguenti specie:
- Elminia longicauda (Swainson, 1838)
- Elminia albicauda Barboza du Bocage, 1877
- Elminia nigromitrata (Reichenow, 1874)
- Elminia albiventris (Sjöstedt, 1893)
- Elminia albonotata (Sharpe, 1891)